# Hello! Project Special Unit Mega Best
Ne doit pas être confondu avec Hello! Project Shuffle Unit Mega Best.
Albums de divers artistes du Hello! Project
Petit Best 9
(2008) Petit Best 10
(2009)
Singles
Hello! Project Special Unit Mega Best (ハロー! プロジェクト　シャッフルユニット　メガベスト) est un album compilation de chansons sorties par divers groupes temporaires du Hello! Project (appelés special units), sorti fin 2008.

## Présentation
L'album sort le 10 décembre 2009 au Japon sous le label zetima, dans le cadre de la série de compilations Mega Best des divers artistes du Hello! Project destinés à quitter le H!P quelques mois plus tard. Tous ces albums sortent le même jour, de même que la compilation annuelle du H!P Petit Best 9, d'où de faibles ventes.
Il contient, dans leur ordre chronologique de parution, seize titres enregistrés de 2002 à 2008 par d'anciens groupes temporaires special units, composés de divers artistes du H!P, créés le temps d'un ou deux singles chacun. Tous ces titres sont sortis en singles, à l'exception de Help (...) par Eco Moni (reprise du titre Help! de l'album Ai no Dai 6 Kan de Morning Musume), uniquement paru sur la compilation du H!P Petit Best 5. La plupart des autres titres étaient également déjà parus sur les compilations annuelles Petit Best sorties précédemment ; seuls quatre titres étaient restés inédits en album jusque-là : Shall We Love? (dans sa version d'origine par Gomattō en 2002), Renai Sentai Shitsu Ranger (par Nochiura Natsumi en 2004), Shōri no Big Wave!!! (par Athena & Robikerottsu en 2007), et 16 Sai no Koi Nante (par le duo Natsumi Abe et Maimi Yajima en 2008). 
L'album inclut un DVD contenant tous les clips vidéo des chansons de l'album, pour la plupart déjà parus en Singles V ou en Petit Best DVD.

## Liste des titres
| 1.  | Morning Musume Single Medley ~Hawaiian~ (モーニング娘。シングルメドレー ~ハワイアン~)                                                     | Takagi Boo & Morning Musume, Coconuts Musume, Miki Fujimoto, Rika Ishii / 2002 |  |
| 2.  | Shall We Love? (SHALL WE LOVE?) | Gomattō / 2002                                                                 |  |
| 3.  | Haha to Musume no Duet Song (母と娘のデュエットソング)                                                                                    | Okei San to Natsumi Abe / 2003                                                 |  |
| 4.  | Iku ZYX! Fly High (行くZYX! FLY HIGH) | ZYX / 2003                                                                     |  |
| 5.  | Sexy Night ~Wasurerarenai Kare~ (SEXY NIGHT ~忘れられない彼~)                                                                             | ROMANS / 2003                                                                  |  |
| 6.  | First Kiss (FIRST KISS) | Aa! / 2003                                                                     |  |
| 7.  | Renai Sentai Shitsu Ranger (恋愛戦隊シツレンジャー)                                                                                       | Nochiura Natsumi / 2004                                                        |  |
| 8.  | All for One & One for All! (ALL FOR ONE & ONE FOR ALL!)                                                                                   | H.P. All Stars / 2004                                                          |  |
| 9.  | Help!! ~Eco Moni no Acchi Chikyū wo Samasunda.~ (HELP!! ~エコモニ。の熱っちぃ地球を冷ますんだっ。~) (inédit en single ; reprise de Help!) | Eco Moni / 2004 (sur Petit Best 5)                                             |  |
| 10. | Suki Sugite Baka Mitai (好きすぎて バカみたい)                                                                                            | DEF.DIVA / 2005                                                                |  |
| 11. | Thanks! | GAM / 2006                                                                     |  |
| 12. | Minna no Ki (みんなの木) | Tomoiki Ki wo Uetai / 2006                                                     |  |
| 13. | Bokura ga Ikiru My Asia (僕らが生きる MY ASIA)                                                                                            | Morning Musume Tanjō 10nen Kinentai / 2007                                     |  |
| 14. | Shōri no Big Wave!!! (勝利のBIG WAVE!!!)                                                                                                  | Athena & Robikerottsu / 2007                                                   |  |
| 15. | 16 Sai no Koi Nante (16歳の恋なんて) | Abe Natsumi & Yajima Maimi (°C-ute) / 2008                                     |  |
| 16. | C\C (Cinderella\Complex) (C\C (シンデレラ\コンプレックス)                                                                                 | High-King / 2008                                                               |  |

(Note : le CD et le DVD contiennent les mêmes titres, dans le même ordre)